# Anna de Grenaud
Anna de Grenaud, född 1861, död 1955, var en bulgarisk memoarskrivare och hovfunktionär.
Hon var dotter till den franske greven Alexander de Greno. Hon var från 1889 gift med den bulgariska diplomaten Dimitar Stanchov, som var premiärminister en kort tid 1907. 
Hon var hovdam åt de bulgariska kungligheterna Clémentine av Orléans, Marie Louise av Bourbon-Parma och Eleonore av Reuss-Köstritz. 